# Vals-des-Tilles
Vals-des-Tilles est une commune française située dans le département de la Haute-Marne, en région Grand Est. C'est un regroupement de 5 communes : Chalmessin, Villemervry, Lamargelle-aux-Bois, Villemoron et Musseau. La mairie principale est située à Chalmessin.

## Géographie
| Villars-Santenoge                     | Vivey Praslay               | Vaillant   |
| Poinsenot                             | Vals-des-Tilles             | Mouilleron |
| Grancey-le-Château-Neuvelle Côte-d'Or | Cussey-les-Forges Côte-d'Or | Chalancey  |

### Hydrographie

#### Réseau hydrographique
La commune est traversée par la ligne de partage des eaux entre les régions hydrographiques « la Seine de sa source au confluent de l'Oise (exclu) » et le bassin versant de la Saône au sein respectivement du bassin Seine-Normandie et du bassin Rhône-Méditerranée-Corse. Elle est drainée par la Tille de Villemervry et la Tille de Villemoron,.
La Tille de Villemervry, d'une longueur de 13 km, prend sa source dans la commune  et se jette  dans la Tille de Bussières à Cussey-les-Forges, après avoir traversé deux communes. 

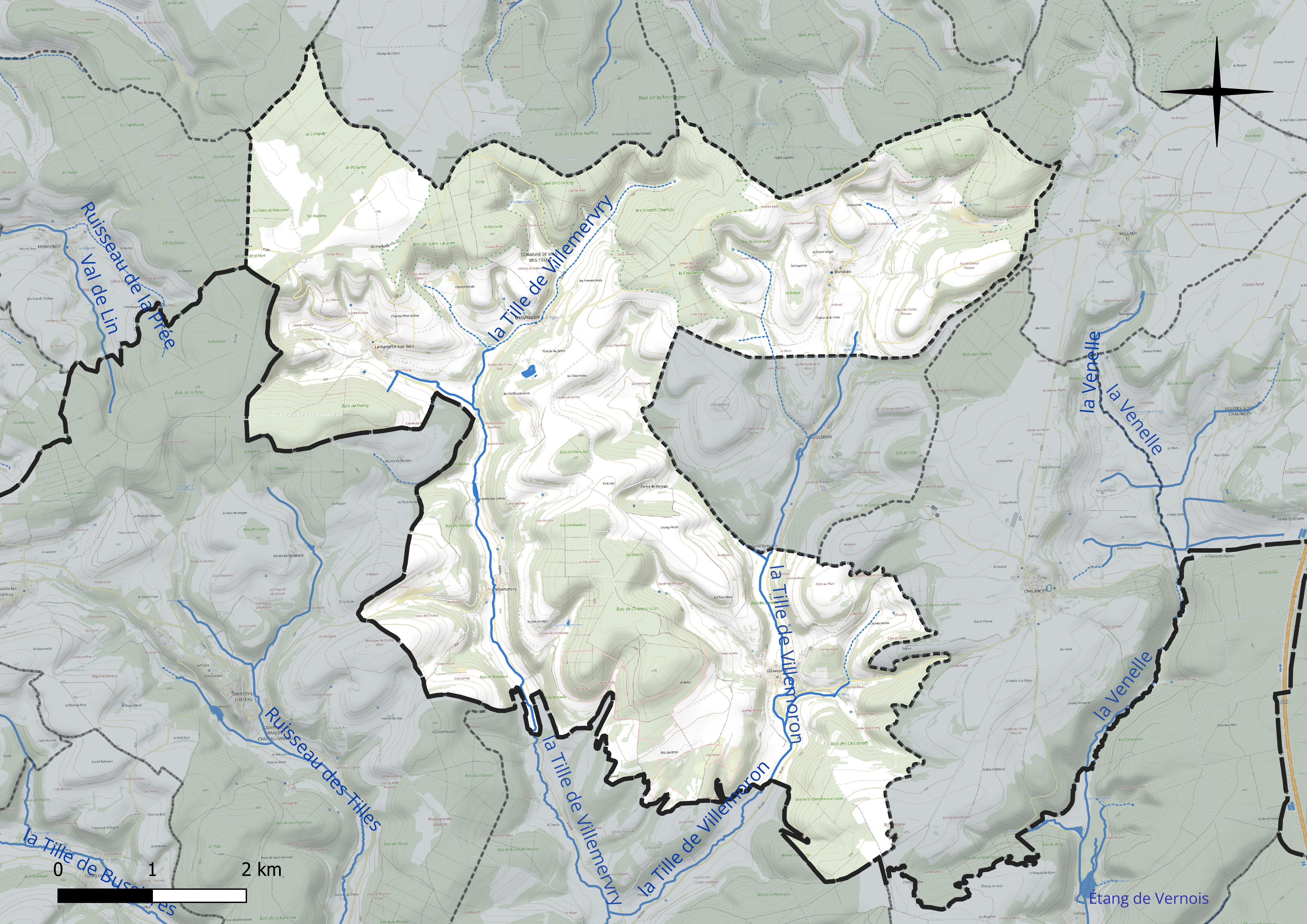
Réseau hydrographique de Vals-des-Tilles.

#### Gestion et qualité des eaux
Le territoire communal est couvert par le schéma d'aménagement et de gestion des eaux (SAGE) « Tille ». Ce document de planification concerne le territoire du bassin versant de la Tille qui s’étend sur 1 276 km2 et se situe majoritairement dans l'ancienne région Bourgogne et dans le département de Côte-d'Or (7 communes étant localisées dans l'ncienne région Champagne-Ardenne, sur le département de la Haute-Marne). La ressource en eau du bassin est limitée et en déficit hydrique chronique. Il a été approuvé le 3 juillet 2020. La structure porteuse de l'élaboration et de la mise en œuvre est l'EPTB Saône et Doubs - Délégation d'Is-sur-Tille. 
La qualité des cours d’eau peut être consultée sur un site dédié géré par les agences de l’eau et l’Agence française pour la biodiversité. 

### Climat
Pour des articles plus généraux, voir Climat du Grand Est et Climat de la Haute-Marne.
En 2010, le climat de la commune est de type climat des marges montargnardes, selon une étude du Centre national de la recherche scientifique s'appuyant sur une série de données couvrant la période 1971-2000. En 2020, Météo-France publie une typologie des climats de la France métropolitaine dans laquelle la commune est exposée à un climat océanique altéré et est dans la région climatique  Lorraine, plateau de Langres, Morvan, caractérisée par un hiver rude (1,5 °C), des vents modérés et des brouillards fréquents en automne et hiver. 
Pour la période 1971-2000, la température annuelle moyenne est de 9,6 °C, avec une amplitude thermique annuelle de 16,3 °C. Le cumul annuel moyen de précipitations est de 959 mm, avec 13,5 jours de précipitations en janvier et 8,9 jours en juillet. Pour la période 1991-2020, la température moyenne annuelle observée sur la station météorologique de Météo-France la plus proche, « Auberive_sapc », sur la commune d'Auberive à 9 km à vol d'oiseau, est de 9,7 °C et le cumul annuel moyen de précipitations est de 943,1 mm. 
La température maximale relevée sur cette station est de 39,3 °C, atteinte le 25 juillet 2019 ; la température minimale est de −22,6 °C, atteinte le 20 décembre 2009,,. 
Les paramètres climatiques de la commune ont été estimés pour le milieu du siècle (2041-2070) selon différents scénarios d'émission de gaz à effet de serre à partir des nouvelles projections climatiques de référence DRIAS-2020. Ils sont consultables sur un site dédié publié par Météo-France en novembre 2022. En Mai 2024, un violent orage touche la commune et les environs. les dégâts sont considérables. La mairie est inondée d'1 mètre 50. La plupart des maisons des 5 villages sont inondées plus ou moins.

## Urbanisme

### Typologie
Au 1er janvier 2024, Vals-des-Tilles est catégorisée commune rurale à habitat très dispersé, selon la nouvelle grille communale de densité à sept niveaux définie par l'Insee en 2022.
Elle est située hors unité urbaine et hors attraction des villes,.

### Occupation des sols
L'occupation des sols de la commune, telle qu'elle ressort de la base de données européenne d’occupation biophysique des sols Corine Land Cover (CLC), est marquée par l'importance des territoires agricoles (54,3 % en 2018), une proportion sensiblement équivalente à celle de 1990 (53,9 %). La répartition détaillée en 2018 est la suivante : 
forêts (45 %), prairies (27,5 %), terres arables (25,7 %), zones agricoles hétérogènes (1,1 %), milieux à végétation arbustive et/ou herbacée (0,7 %). L'évolution de l’occupation des sols de la commune et de ses infrastructures peut être observée sur les différentes représentations cartographiques du territoire : la carte de Cassini (XVIIIe siècle), la carte d'état-major (1820-1866) et les cartes ou photos aériennes de l'IGN pour la période actuelle (1950 à aujourd'hui).

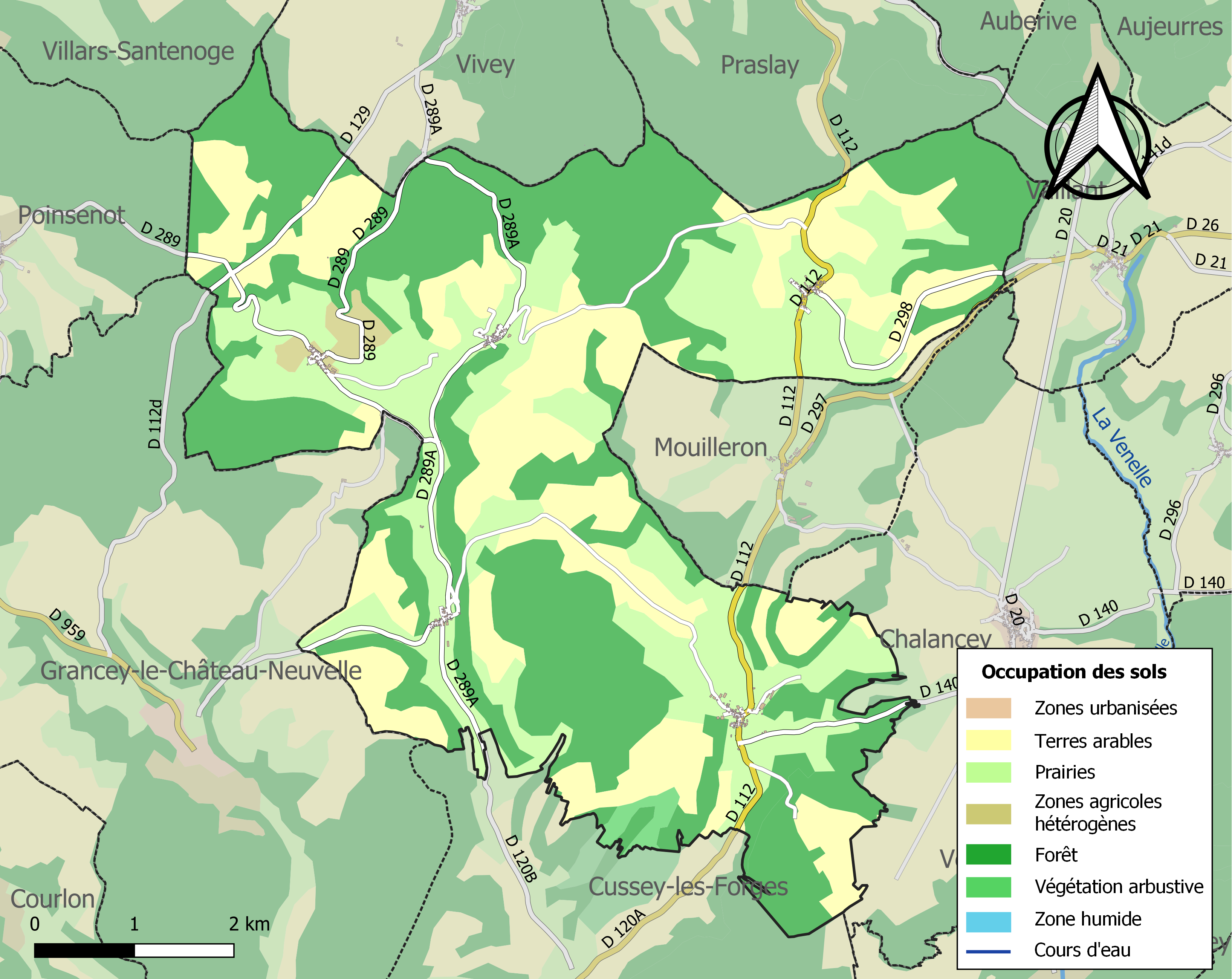
Carte des infrastructures et de l'occupation des sols de la commune en 2018 (CLC).

Vals-des-Tilles est un regroupement de cinq villages : Chalmessin, Villemervry, Lamargelle-aux-Bois, Villemoron et Musseau. La mairie principale est située à Chalmessin.

## Carte de Cassini
|  |

La carte de Cassini ci-dessus montre qu'au XVIIIè siècle, le nom de la commune actuelle n'existait pas. Trois paroisses 
distintes étaient présentes dans le secteur.
- Au nord-est, le village de La Margelle qui s'est appelé par la suite Lamargelle, puis La Margelle-aux-Bois en 1935.
- A l'est, le village de Chalmessin situé sur le rive gauche de La Tille, à proximité de sa source. Un moulin à eau symbolisé par une roue dentée Le Fourneau de Vossin Vologes devaient servir au travail du fer. Son nom est évoqué de nos jours par la Combe du vieux fourneau.
- Plus à l'est, le village de Musseau situé sur la rive droite de la Tille de Villemoron avait son église et son château. Le moulin de Musseau est représenté sur la carte.
- Au sud, deux hameaux étaient rattachés à la paroisse de Chalmessin, Villemervry sur La Tille et son moulin de Vossin, et Villemoron, sur La Tille de Villemoron, qui avait aussi son moulin à eau.

### Passé ferroviaire de la commune
|  |  |

De 1883 à 1963, la commune de Vals-les-Tilles a été traversée par la ligne de chemin de fer de Poinson - Beneuvre à Langres, qui, venant de Vaillant,  se dirigeait vers le terminus, la gare de Poinson-Beneuvre.

Fait exceptionnel, trois villages de Vals-les-Tilles, qui étaient à l'époque des communes indépendantes, possédaient leur gare: Musseau, Chalmessin (dont la gare étaient commune avec le village de Vivey) et La Margelle.
A une époque où le chemin de fer était le moyen de déplacement le plus pratique, cette ligne connaissait un important trafic de passagers et de marchandises. 
	
À partir de 1950, avec l'amélioration des routes et le développement du transport automobile, le trafic ferroviaire a périclité et la ligne a été fermée en 1963. Les rails ont été retirés. Quelques tronçons de l'ancienne ligne subsistent encore de nos jours utilisés comme sentier de randonnée ou chemin d'exploitation agricole.

## Politique et administration
| Période                                  | Période  | Identité          | Étiquette | Qualité |
| ---------------------------------------- | -------- | ----------------- | --------- | ------- |
| avant 1988                               |          | Raymond Gardien   | SE        |         |
|                                          |          | Bernard Demoulin  | SE        |         |
| mars 2008                                | 2014     | Jean-Claude Tupin | SE        |         |
| mars 2014                                | En cours | Anne-Cécile Dury  | SE        |         |
| Les données manquantes sont à compléter. |          |                   |           |         |

## Population et société

### Démographie

#### Évolution démographique
L'évolution du nombre d'habitants est connue à travers les recensements de la population effectués dans la commune depuis 1793. Pour les communes de moins de 10 000 habitants, une enquête de recensement portant sur toute la population est réalisée tous les cinq ans, les populations de référence des années intermédiaires étant quant à elles estimées par interpolation ou extrapolation. Pour la commune, le premier recensement exhaustif entrant dans le cadre du nouveau dispositif a été réalisé en 2004.

En 2022, la commune comptait 182 habitants, en évolution de +13,04 % par rapport à 2016 (Haute-Marne : −4,62 %, France hors Mayotte : +2,11 %).
| 1793 | 1800 | 1806 | 1821 | 1831 | 1836 | 1841 | 1846 | 1851 |
| ---- | ---- | ---- | ---- | ---- | ---- | ---- | ---- | ---- |
| 129  | 129  | 137  | 127  | 142  | 119  | 123  | 121  | 129  |

| 1856 | 1861 | 1866 | 1872 | 1876 | 1881 | 1886 | 1891 | 1896 |
| ---- | ---- | ---- | ---- | ---- | ---- | ---- | ---- | ---- |
| 110  | 98   | 89   | 92   | 106  | 106  | 97   | 108  | 85   |

| 1901 | 1906 | 1911 | 1921 | 1926 | 1931 | 1936 | 1946 | 1954 |
| ---- | ---- | ---- | ---- | ---- | ---- | ---- | ---- | ---- |
| 72   | 72   | 79   | 70   | 73   | 76   | 63   | 58   | 51   |

| 1962 | 1968 | 1975 | 1982 | 1990 | 1999 | 2004 | 2006 | 2009 |
| ---- | ---- | ---- | ---- | ---- | ---- | ---- | ---- | ---- |
| 63   | 68   | 202  | 177  | 162  | 162  | 157  | 155  | 165  |

| 2014 | 2019 | 2022 | - | - | - | - | - | - |
| ---- | ---- | ---- | - | - | - | - | - | - |
| 158  | 178  | 182  | - | - | - | - | - | - |

#### église Saint Gilbert de Chalmessin
De construction récente (19ème siècle) , elle domine le village. On remarquera sa belle tour-porche couronné d'une flèche carrée couverte en ardoise. Deux inscriptions commémoratives encadrent le portail occidental, rappelant la pose de la première pierre le 7 juin 1850. 

#### église Notre Dame de l'Assomption de Villemervry
Inscrite a l'inventaire des monuments historiques, elle semble avoir été érigée dans la seconde moitié du 12ème siècle. on y remarquera sa tour-clocher et on ne manquera pas de s'étonner de son pan nord  complètement borgne. elle a fait l'objet  d'un sauvetage urgent achevé en 2012, premier chantier de l'association " Vals des Tilles Patrimoine ", créée en 2009, pour un coût de travaux estimé a 240 000 euros.

#### Autres Lieux et monuments
- église Saint Martin de Lamargelle aux bois.
- église Saint Michel de Villemoron
- église Saint Pierre Saint Paul de Musseau
- Lavoir de Chalmessin
- Lavoir de Lamargelle aux bois
- Lavoir de Villemervry
- Lavoir de Villemoron
- Lavoir de Musseau
- maison commune de Chalmessin
- maison commune de Villemervry
- maison commune de Lamargelle aux bois
- maison commune de Villemoron
- maison commune de Musseau
- Réserve naturelle régionale des pelouses et bois de Villemoron
- Reserve nationale du marais de Chalmessin